# Rhipidura sauli
Rhipidura sauli là một loài chim trong họ Rhipiduridae.